# 濱田雅功
濱田 雅功（浜田雅功，1963年5月11日—）是日本著名的搞笑藝人、漫才師、司儀、歌手、男演員、聲優，在搞笑團體DOWN TOWN中負責擔任吐嘈的角色，搭擋是松本人志。
隸屬於吉本興業，妻子是藝人小川菜摘，兩個兒子分別在1991年及1994年出生。血型為A型，身高165公分。

## 生平經歷
- 父親為油漆工人濱田憲五郎，母親為濱田信子，出生於大阪市浪速區，於幼稚園時舉家搬家至兵庫縣尼崎市。
- 從幼稚園時代就和放送作家高須光聖熟識，而與松本人志則是在國小時代認識。
- 根據松本人志與高須主持的廣播節目內容透露，當時小學時代的朋友中，濱田雅功是家境最不好的。
- 高中進入三重縣的日生學園，二年級後編入學生全部住宿的日生學園第二高中，在學的時候因為受不了宿舍嚴酷的環境，曾經幾度從宿舍逃跑到松本或其他朋友的家中。同校的後輩還有搞笑藝人今田耕司。
- 高中畢業後，接受父親建議接受了競艇選手的考試，但沒有合格。
- 1982年松本人志一同加入吉本興業，成為吉本興業為了培養年輕藝人的養成班吉本綜合藝能學園(NSC)的第一期學員。
- 藉由每日放送節目『4時ですよーだ』在關西地區建立了屹立不搖的人氣，不久後轉向東京發展而取得全國性的名氣。
- 在1990年代前後，與小內小南、隧道二人組等人並稱日本搞笑界的第三世代，而蔚為風潮。
- 目前不只搞笑藝人的工作，於演員、聲優、歌手等領域也有所發揮，近年來一個人的主持工作也持續增加中。

## 人物

### 表演風格
- 擔任吐嘈角色的濱田，常見的吐嘈方法為以巴掌打頭，其餘包含彈額頭、打巴掌、踢對方屁股、以頭撞對方頭等方式。(還曾經巴過球星鈴木一朗的頭)
- 打巴掌的威力相當強烈，根據被打的人的說法，「被打之後不能筆直的行走」、「味覺障礙」、「看的東西是黑白」。松本也曾說過，「濱田的巴掌有小熊的威力。」
- 對前輩也毫不客氣的使用不禮貌的語氣、不加稱謂、毫不留情的打人，讓節目上增添笑果。松本與島田紳助都高度讚賞如此的表演風格。
- 據松本的說法，濱田的頭若被前輩和同輩或搭檔以外的人打，會有相當恐怖的事情發生。但濱田說只要節目前有到休息室先打過招呼、報備過，也沒什麼不可以。實際上節目上濱田也曾被後輩的山崎邦正、黑色美乃滋打過，並沒有發生任何事情；也曾在節目上莫名其妙被喝醉的三村勝和打頭，濱田也只是苦笑而已。
- 因為節目上無禮的行動，讓對濱田印象不好的人相當多，但實際上節目後的濱田並不是如此，志村健曾表示:「濱田在節目上是以那樣的形象為特性，但實際上節目後對前輩相當有禮貌，也會好好打招呼，是個很好的傢伙。」對禮儀十分講究的前輩オール巨人也表示下了節目的濱田十分有禮貌。節目也播放過下了節目的濱田對節目上不禮貌前輩低頭道歉的畫面。
- 演藝圈流傳著被濱田打過的人都會大紅的傳言，故有些上節目的來賓被濱田打反而認為是值得感激的事情。傳言的由來是在『HEY!HEY!HEY!MUSIC CHAMP』節目中，濱田打了當時還不紅的射亂Q（日语：シャ乱Q）的淳君，之後淳君因此一炮而紅，淳君因此主張只要被濱田打後都會大紅。
- 在『ごっつええ感じ』、『ガキの使い』等節目裡的整人企劃中，濱田都以逼真的暴怒演技讓許多被整的對象不禁恐懼落淚。
- 相當沒有繪畫天分，在節目中與來賓繪畫對決往往成為節目中的笑點，松本常以「浜田画伯」、「師匠」來揶揄濱田。
- 似乎很討厭藝人上節目宣傳，當藝人在宣傳的時候往往發出聲音蓋過。

### 工作
- 參予了數個連續劇的演出，但常常隨便將劇本的台詞改成關西腔，或者即興演出，讓對戲的演員得要拼命的忍笑。
- 除了藝人之外的活動，常用不同名義進行其他活動。不同於在綜藝節目以「浜田」的名義，在出版書籍及聲優的活動而是以本名的「濵田」，在電視劇『ひとりぼっちの君に』（TBS系列）之後的戲劇工作都是以「濱田雅功」的名義。
- 1995年以H Jungle with t的名義發表唱片作品，1995年3月15日由小室哲哉製作的單曲『WOW WAR TONIGHT ～時には起こせよムーヴメント』賣破了200萬張，成為當年上半年的冠軍，當年的亞軍，本單曲在間奏的部分松本也有參加。此後也以個人名義、Re:Japan其中一員的名義發表了許多唱片作品。1995年以H Jungle with t的名義、2001年以Re:Japan一員參加了當年的紅白歌唱大賽。

### 興趣
- 是重度吸菸者，喜歡的食物是炒麵，興趣是高爾夫。
- 喜歡吃的東西都很小孩子，松本曾說濱田喜歡的食物跟高一的學生差不多。如非常嗜甜，飲料方面喜歡偏甜的奶茶，而不喝咖啡[1]。雖然不喜歡吃番茄，但番茄汁或番茄醬調理的料理卻很喜歡，其他還有速食和油炸物。
- 酒量不太好，但有演出啤酒和白蘭地的廣告。
- 與妻子養了三隻狗，若遇到地震時逃跑第一時間會帶的是狗[2]，但前經紀人岡本帶貓來的時候卻非常反感。
- 年輕時很喜歡歌手石野真子、櫻田淳子。
- 喜歡收藏AV影片，妻子也默認其行為。
- 在リンカーン的電視節目中表示一定會看的電視節目是「報道ステーション」，而其節目與濱田出演的節目「ダウンタウンDX」、「ジャパーン47ch」時段重疊，故濱田是不收看自己的節目的。其他表示過喜歡收看的節目包括「もしもツアーズ」、「『ぷっ』すま」[2]。
- 雖然成長的地方尼崎離阪神的主場甲子園相當近，父親也是阪神球迷，但濱田本人是巨人的球迷。
- 尊敬的人物是田中角榮[2]。

### 身體的特徵
- 豐厚的嘴唇為濱田的特徵之一，松本常揶揄濱田長的不好看，「像猴子的兒子」、「猩猩一樣的臉」、「像捕手的手套」、「嘴唇大猩猩」、「滿分100的話，臉只有30分」等等。
- 患有痔瘡，故節目或出外景時坐下時必定有一藍色的痔瘡專用的椅墊，也曾在節目中表示如果到無人島只能帶一樣東西，則將帶其藍色的坐墊。
- 非常容易放屁，不管是在節目中、或是公共場合中，常被松本揶揄，但松本本人放屁的功力也不輸濱田。曾在『笑っていいとも!』一起共演的塔摩利評論到，「(DOWNTOWN)是演藝圈最會放屁的組合」。且濱田放屁十分臭，松本形容其臭氣。「只要聞過記憶就消失」、「像化學藥品的臭味」、「回家看到家中的時鐘就停在濱田放屁的時間」、「從來都不會說日文的外國人聞到了也會用日文說出『很臭』」等等。
- 自律神經似乎異於常人，在ガキの使い中曾經坐旋轉椅高速旋轉了100圈，但下來後似乎一點都不暈眩，馬上就筆直地走到對面[3]。

### 家庭
- 與妻子小川菜摘是在1988年共演電視劇「ダウンタウン物語」結識，1989年10月結婚，婚禮的伴手禮是印有兩人照片50元的電話卡。
- 雖然八卦雜誌有過外遇的報導，但基本上是個愛妻家。在『リンカーン』的節目中，若是打電話的人沒有在轉到語音信箱前接起來就輸的遊戲中，濱田選擇的對象即為其老婆，當時其他的藝人聽到濱田的語氣都認為是打給情婦。
- 新年和暑假的家庭旅行目的地都是老婆決定的[4]，出國旅行因為不會講英文必定走在老婆後面三步[5]，生活中的小事情常常先打電話問老婆[6]。
- 曾經突然跑入妻子出演的關西電視台節目「おじょママ!」一同出演。
- 對小孩的教育非常重視，常常被目擊與一家在住家世田谷附近出游。因為住在東京，基本上與小孩講話的時候是以標準的日文，而非自身習慣的關西腔。
- 長男Hama Okamoto（日语：ハマ・オカモト）（濱田郁未）是樂團「OKAMOTO'S（日语：OKAMOTO'S）」的貝斯手，高中時代曾經當過學生會會長。
- 2014年6月傳出與寫真女星吉川麻衣子發生不倫戀，在6月14日時發表了道歉聲明[7]。

### 性格
- 非常具有攻擊性，因此被稱為「藝能界第一的S男」。
- 雖然在電視上形象是非常易怒，也會對隨便亂拍攝的粉絲生氣(其中許多是節目效果而呈現)，但私底下對於粉絲也很有禮貌，都欣快允諾拍照和握手。歌手aiko曾在HEY!HEY!HEY!節目表示未出道之前曾在大阪遇過濱田，當時濱田便很爽快的與其握手[8]。

## 作品

### 單曲
- WOW WAR TONIGHT ～時には起こせよムーヴメント（1995年3月15日）
- WOW WAR TONIGHT REMIXED（1995年5月24日）
- GOING GOING HOME（1995年7月19日）
- FRIENDSHIP (H Jungle with tの曲)|FRIENDSHIP（1996年4月24日）
- TK PRESENTS YOU ARE THE ONE（1997年1月1日）
- 春はまだか（1997年12月12日）
- 幸せであれ（1999年6月16日）
- |チキンライス（2004年11月17日）

### 專輯
- TK MILLION WORKS (1996年11月16日)
- avex 10th Anniversary Presents 十年百曲〜J-POP HIT（1998年8月5日）
- ラスベガス・ファーストクラスの旅（1999年8月18日）
- ARIGATO 30 MILLION COPIES -THE BEST OF TK WORKS-（2000年3月23日）

## 出演
以下僅列出濱田個人演出的節目，DOWN TOWN兩人共同出演的節目請參照DOWN TOWN之出演的節目。

### 綜藝節目

#### 目前手上的常態節目
- ごぶごぶ（2007年 - 、毎日放送） - 每個月播出兩次
- 浜ちゃんが!（2008年 -、 読売テレビ）
- Oh!どや顔サミット（2011年 -、朝日放送）
- 王様のチョイス! 〜使える芸能人は誰だ!?〜 (2012年-、TBS/毎日放送 ) - 2012年8月以特別篇登場、10月將成為常態性節目

#### 特別節目
- ジャンクSPORTS（2000年 - 、フジテレビ）常態節目型態結束後，改以特別節目的形態。
- 芸能人格付けチェック（2005年 - 、朝日放送） - 每年的一月播出。

### 電視劇
- 普通の結婚式（1990年、TBS）
- 夢帰行（1990年、NHK）
- パパとなっちゃん（1991年、TBS） 梅田大介 役
- ADブギ（1991年、TBS） 杉田巧 役
- AD・リターンズ（1992年、TBS） 杉田巧 役
- 十年愛（1992年、TBS） 粟野嵐 役
- 十年愛スペシャル（1993年、TBS） 粟野嵐 役
- もしも願いが叶うなら（1994年、TBS） 毛利虎男 役
- パパはニュースキャスター 帰ってきた鏡竜太郎スペシャル（1994年、TBS） 亀山哲夫 役
- もしも願いが叶うならスペシャル（1995年、TBS） 毛利虎男 役
- 人生は上々だ（1995年、TBS） 主演・内藤八郎 役（與木村拓哉共同主演）
- 竜馬におまかせ!（1996年、日本テレビ） 主演・坂本竜馬 役
- ひとりぼっちの君に（1998年、TBS） 主演・国松新太郎 役
- 浜田雅功の実験ドラマ 平成ミステリー事件簿（1999年、朝日放送）
- 目撃者 - 女探偵 VS 嘘つき少年（1999年、TBS）
- 伝説の教師 最終回（2000年、日本テレビ） - 友情出演
- Friends（2000年、TBS） 幸田順平 役
- 明日があるさ（2001年、日本テレビ） 主演・浜田課長 役
- 明日があるさスペシャル（2002年、日本テレビ） 主演・浜田課長 役
- Happy!（2006年、TBS）
- Happy!2〜私、先輩の為に頑張ります〜（2006年、TBS）
- 熱血教師スペシャル 夢の見つけ方教えたる!（2008年、フジテレビ） 主演・今村克彦役（以本名濵田雅功的名義）
- ROOKIES 第1話（2008年、TBS）
- 熱血教師スペシャル 夢の見つけ方教えたる!2（2010年3月13日、フジテレビ） 主演・今村克彦役（本名濵田雅功名義）
- 検事・鬼島平八郎（2010年、朝日放送・テレビ朝日） 主演・鬼島平八郎役（本名濵田雅功名義）

### 電影
- ポップコーン LOVE（1990年）
- 昭和鉄風伝 日本海（1991年、エンボディエント・フィルムズ）
- 神奇寶貝劇場版 幻獸 露其亞爆誕（1999年、東宝）配音（ヤドキング）
- 太空遊俠（2000年、東映） 野野村清
- 史瑞克系列 配音 (史瑞克)
- 明日があるさ THE MOVIE（2002年、東宝） 濱田課長

### 广告
- 出前馆（日语：出前館）（2020年）[9]

## 關連人物
- 松本人志